# 高安镇 (华安县)
高安镇，是中华人民共和国福建省漳州市华安县下辖的一个乡镇级行政单位。

## 行政区划
高安镇下辖以下地区：
半岭村、三洋村、高安村、西洋村、平东村、邦都村和坪水村。

## 姓氏由來
鄒姓，開基祖順隆公，宋末元初由福建省漳平市永福镇陳村遷龍溪縣二十五都歸德保村(今華安縣高安鄉邦都平東村)。
钟姓，始祖从汀州搬出时先是到长泰县居住。然后进入北溪，后来来到苦竹圩西洋村（今华安县高安镇西洋村）。